# NGC 5807
NGC 5807 est une galaxie elliptique compacte, relativement éloignée et située dans la constellation du Dragon. Sa vitesse par rapport au fond diffus cosmologique est de 8 548 ± 4 km/s, ce qui correspond à une distance de Hubble de 126,1 ± 8,8 Mpc (∼411 millions d'al). NGC 5807 a été découverte par l'astronome prussien Heinrich Louis d'Arrest en 1866.
NGC 5807 est une galaxie dont le noyau brille dans le domaine de l'ultraviolet. Elle est inscrite dans le catalogue de Markarian sous la cote Mrk 832 (MK 832).